# ロボコンマガジン
『ロボコンマガジン』（RoBoCoN Magazine）は、オーム社が刊行していたロボットホビイスト専門の雑誌。隔月偶数月16日頃発売。愛称は「ロボマガ」。
- 1998年秋に準備号を、12月に第1号発行。
- 東京工業大学の森政弘名誉教授を顧問に迎え、ロボット総合情報誌として創刊された。当初はアイデア対決・全国高等専門学校ロボットコンテストなどの各地で開催される教育系ロボット競技会とロボット相撲、マイクロマウスの競技紹介が主体であった。
- 2000年8月19日、九十九電機との提携により東京・秋葉原に国内初のロボット専門店「ツクモ ロボコンマガジン館」（現・ロボット王国）をオープン。
- 2001年以降、西村ロボットクラブとの接触から２足ロボット競技会ROBO-ONEに積極的に関与する様になり、表紙のリニューアル以前（～2012年11月号）は同競技会の優勝ロボットが表紙を飾ることが多かった。また、編集長が同競技の審査員を務める事が慣例となっている。
- 創刊以来、ロボット相撲を主催する富士ソフトABCが長く裏表紙（表4）の広告を受け持ち、財政面からバックアップしていた。現在はロボット関連機器およびロボットキットを製造する近藤科学が表4の広告を主に受け持っている。
- 2019年8月16日付けで「『ロボコンマガジン』休刊のお知らせ」を公式サイトに掲載し、2019年9月号をもって休刊となることが発表された。

## 歴代編集長
- 冨澤容子
- 先川原正浩：1999年12月第7号より副編集長から昇格（この号から角綴じ）。現・千葉工業大学fuRo（未来ロボット技術研究センター）室長。
- 竹西素子：2003年6月第29号（長澤まさみが表紙）より現職。当時、理系雑誌最年少女性編集長として出版業界の話題となった。
- 吾妻直記
- 須山大輔：2014年6月より